# Clapra punctulosa
Clapra punctulosa là một loài bướm đêm trong họ Noctuidae.